# Popland!
Popland! è un serial televisivo colombiano creato da Marcelo Camaño e Claudia Bonodel, che ha debuttato il 5 settembre 2011 su MTV Latinoamérica.
In Italia viene trasmesso su MTV, in versione sottotitolata, dal 2 luglio al 17 agosto 2012.

## Trama
Carla Vive è una ragazza di 18 anni, cresciuta in un paesello di provincia, ma decisa a scappare in città per conoscere una realtà più ampia. Lascia quindi Diego, il suo ragazzo, e fugge nella capitale: qui, grazie ad alcune foto private al noto cantante Ari, riesce ad entrare nella redazione di Popland!, il più famoso sito scandalistico del paese.

## Personaggi
- Carla Vive, interpretata da Sara Cobo
Diciottenne intraprendente, sogna di lasciare il paese dove è nata e cresciuta per diventare una famosa fotografa. Scappa di casa e, arrivata nella capitale, diventa un paparazzo per il sito Popland!.
- Aaron "Ari" Morales, interpretato da Jon Ecker
Famosa rockstar, che dopo qualche vicissitudini si innamora di Carla.
- Diego Mesán, interpretato da Ricardo Abarca
Ragazzo di Carla da quando frequentavano il liceo, cerca di scoprire dove è andata e di riportarla a casa.
- Katherina McLean, interpretata da Manuela González
Direttrice di Popland!, è ambiziosa e senza scrupoli.
- Guillermo Jope, interpretato da Juan Alejandro Gaviria
Amico di Carla nella redazione di Popland!, è omosessuale e divertente.
- Guga Mortols, interpretato da Sebastián Vega
Collega di Carla, la osteggia ed è ambizioso e competitivo.
- Horacio McLean, interpretato da Pedro Pallares
Numero 2 di Popland! e fratello di Katherina, a sua insaputa viene soprannominato "Katherino".
- Trinidad "Trini" González-Catan, interpretata da Camila Zárate
Migliore amica di Carla nella capitale, è irriverente e proviene da una famiglia ricca.
- Penélope Cardenas, interpretata da Mariana Balsa
Amica d'infanzia di Carla, la raggiunge in città.
- Danny Britone, interpretato da Lucas Kristo
Amico di Ari, è proprietario di un bar che quest'ultimo ha finanziato. Fa il deejay.
- Jerónimo Bolaño, interpretato da Daniel Tovar
Ascensorista di Popland!, sfrutta la sua posizione per realizzare il sogno di diventare un comico.
- Quintino Reguera, interpretato da Biassini Segura
Creatore dell'attrezzatura dei paparazzi di Popland!, inserisce microcamere in qualsiasi oggetto.
- Fernanda Achával, interpretata da Giovanna Del Portillo
Receptionist di Popland!, timida ma divertente. È innamorata di Horacio, che però non la ricambia.
- Jessica Gutman, interpretata da Alejandra Avila
Ragazza di Ari, precedentemente era una sua groupie, mentre ora è anche la sua manager e agente. Ha un carattere aggressivo e scorbutico.
- Nicole Martin, interpretata da Jery Sandoval
Ragazza di Guga, ha lavorato come modella e molti uomini sono attratti da lei. Nicole ne è consapevole e usa questo fatto per i suoi fini. Mente sulla sua vera età.

## Musica
La sigla di Popland! si intitola Click ed è eseguita da Anahí, Brian Amadeus e Ale Sergi.
Il 5 novembre 2011 viene diffuso il download digitale, attraverso iTunes, un album di 13 brani, Popland, la música.

## Riconoscimenti
- 2012 - Kids' Choice Awards México
  - Nomination Canción Favorita per Click[8]